# Stevan Tontic
Œuvres principales
- Si tu meurs subitement, l’ami [1]

Stevan Tontic, né le 30 décembre 1946 à Sanski Most, en Yougoslavie et mort le 12 février 2022, est un écrivain, conférencier et intellectuel Serbe de Bosnie. Il est écrivain, essayiste, prosateur, auteur d'anthologies, traducteur de l'allemand et rédacteur en chef. Il a publié plus d'une dizaine de recueils et il a obtenu plusieurs prix. Il est considéré comme un des plus importants poètes d'ex-Yougoslavie.
Tout au long de son œuvre Stevan Tontic délivre son analyse politique d'un pays qu'il retrouve en ruine.
Il a reçu le prix de Heidelberg de l'Académie Bavaroise des Beaux-Arts.
Ses œuvres ont été traduites dans de nombreuses langues.
Pendant la guerre[Laquelle ?], il fut calomnié et attaqué par beaucoup. Il a vécu en exil  en Allemagne de mai 1993 à 2001, année où il est revenu à Sarajevo. Son œuvre est fortement marquée par l'expérience de la guerre et de l'exil.
C'est un poète contemporain. Avant la guerre, il a travaillé comme rédacteur dans la prestigieuse maison d'édition « Svjetlost » (Lumière).
« Le poète n'a pour moi aucune autorité morale, pas de porte-flambeau dans l'obscurité, et pourtant je suis d'avis que l'éthique et la poétique ne sont pas situés sur deux montagnes très éloignées. » (StevanTontic)
« Cependant, je suis plus inquiété par les torrents de haine et de stupidité qui prennent leur source dans les reins et les cœurs de mes compatriotes, encouragés par les «amis traditionnels» et les «protecteurs de l’extérieur». »

## Études
Il a étudié la philosophie et la sociologie. Il est diplômé de l'Université de Sarajevo avec spécialisation en philosophie.

## Exil
Lorsque le conflit inter-ethnique éclate en Bosnie-Herzégovine le 5 avril 1992  il se trouve à Sarajevo où il est rédacteur pour la prestigieuse maison d'édition Lumière. Sarajevo est soumise à un blocus complet, il est calomnié et attaqué. Il est exilé en mai 1993 en Allemagne où il continuera son œuvre avec plusieurs ouvrages comme La Bénédiction de l'exil en 1997. Il revient en 2001 à Sarajevo.Stevan Tontic sur son œuvre  Bénédiction de l'exil: Bénédiction de l'exil Tous les exils ne sont pas des bénédictions, mais pour les réfugiés des zones de guerre et des régimes dictatoriaux l'exil présente un « arc du salut. »

## Regards sur l'œuvre
Stevan Tontic aborde différents sujets tels que la guerre, la tristesse, les conflits inter-ethniques, la politique, la paix.
Il a un regard méfiant vis a vis de l'Homme et il est très sensible aux rapports entre les individus notamment entre les Chrétiens, les Juifs et les Musulmans.
Il témoigne du naufrage de la civilisation des "Slaves du sud" et parle d'un expérience apocalyptique
Extrait d'un texte publié à l’occasion du dixième anniversaire des Accords de Dayton mettant fin aux combats inter-ethniques. Les principaux participants sont les présidents Slobodan Milošević, Franjo Tuđman et Alija Izetbegović.
« Autrefois, ni les torrents, ni les fleuves ou les rivières ne divisaient nos montagnes, nos vallées et nos plaines comme le font les frontières étatiques. L’histoire contemporaine, elle, s’est brusquement souvenue de ces cours d’eau, dont les tracés innocemment offerts à sa stupidité ont aussitôt été subvertis en soi-disant «frontières naturelles», si convoitées par les nouveaux Etats ou, plus exactement, les nouvelles «entités» semi-étatiques. Plus vastes et profonds sont leurs lits, plus les frontières sont données à voir comme évidences, comme réalités éternelles et immuables: divines. » __ Stevan Tontic dans : Des frontières sauvages et capricieuses.2005

## Écrits
- 1970 : Science de l'Âme, et autres histoires heureuses
- 1976 : La correspondance secrète
- 1977 : Le blâme et la louange à Belgrade
- 1977 : Hulim
- 1983 : Black Sunday
- 1986 : Prague
- 1987 : Ring
- 1993-1998 : Sarajevo manuscrit [6]
- 1997 : Mon Psaume / Psalm Mein à Berlin
- 1997 : Bénédiction de l'exil [1]
- 2009 : Sainteté et damnation

## Prix/ Distinctions
- 2001 : Prix des Beaux-Arts de Heidelberg (La littérature en exil) en Allemagne
- 1985 : Mostar en Bosnie-Herzégovine
- 1987 : Prix de la Ville de Sarajevo (Plus haute distinction pour un vivant)
- 1994 : Prix Dragons à Novi Sad
- 2001 : Hilde-Domin-Preis für Literatur im Exil à Heidelberg
- 2010 : Prix Santic